# François Carquet
François Carquet, noto anche con il nome italianizzato di Francesco Carquet, (Moûtiers, 22 novembre 1810 – Parigi, 24 febbraio 1891), è stato un avvocato e politico francese.

## Biografia

### Famiglia
Carquet è nato nella Tarantasia. La regione, parte del dipartimento del Monte Bianco, come tutto il ducato di Savoia, faceva allora parte della Francia.
Il padre era un commerciante di tessuti, che nel 1842 dichiara di essere un rentier.
Carquet intraprende gli studi di diritto e si laurea divenendo poi avvocato.
Ha un figlio Francis (1845-1899), avvocato e deputato dal 1889 al 1899.

### Politico del Regno di Sardegna
Lo Statuto albertino apre un nuovo panorama politico. Tra il 1848 e la vigilia dell'annessione della Savoia alla Francia nel 1860, è eletto deputato a cinque riprese, in rappresentanza del collegio di Bourg Saint-Maurice al parlamento subalpino. Appartiene alla corrente anticlericale e annessionista alla Francia già nel 1848-49, corrente cui appartiene anche Antoine Jacquemoud, anche egli di Moûtiers. Alla camera è, nel periodo 2 gennaio 1854 al 29 maggio 1855, segretario della Commissione del bilancio.
Durante l V legislatura, si dimette il 3 giugno 1854 e al suo posto è eletto Joseph Martin. Anche Martin si dimette nel corso della legislatura e nella elezione suppletiva è eletto Balthazard Billiet. Nelle elezioni della VI legislatura nel collegio è eletto Jacques Chevray, un sacerdote, la cui elezione è annullata perché canonico capitolare. Su richiesta di Cavour, Carquet si ricandida nel 1858 per contrastare i conservatori.
Nel 1860, il ducato di Savoia entra a far parte della Francia.

### Politico francese
Dopo la caduta del Secondo impero, si candida come deputato per la Savoia ed è eletto dall'8 febbraio 1871 a 7 marzo 1876. Al parlamento siede con la Gauche républicaine. Lo stesso anno è eletto consigliere generale per il cantone di Bourg-Saint-Maurice, mandato che manterrà fino alla sua morte. Nel 1879 sarà un sostenitore del progetto di un traforo nel Piccolo san Bernardo.
L'8 gennaio 1882 è eletto senatore.
Muore a Parigi.